# ويندهام كوك
ويندهام كوك (بالإنجليزية: Wyndham Cook)‏ هو نقابي وسياسي أسترالي، ولد في 20 مارس 1943 في أستراليا. حزبياً، نشط في حزب العمال الأسترالي ‏. وقد انتخب عضو الجمعية التشريعية لأستراليا الغربية.